# Нахаль-Ципори
Нахаль-Ципори, Нахал-Цфори, Ципори или Нахал-Циппори (ивр. נחל ציפורי‎) — непересыхающий ручей, берущий начало в горах близ Назарета в деревне Рейне и впадающий в реку Кишон. Длина — 32 км.
Протекает через Холмы Яар Алоним.
Ручей питается из множества родников, среди которых родник Ципори, родник Ифтахэль, родник Авиноам, родник Махиль, родник Гат-Хефер, родник Лапидот и другие.

## Мельницы Алиль

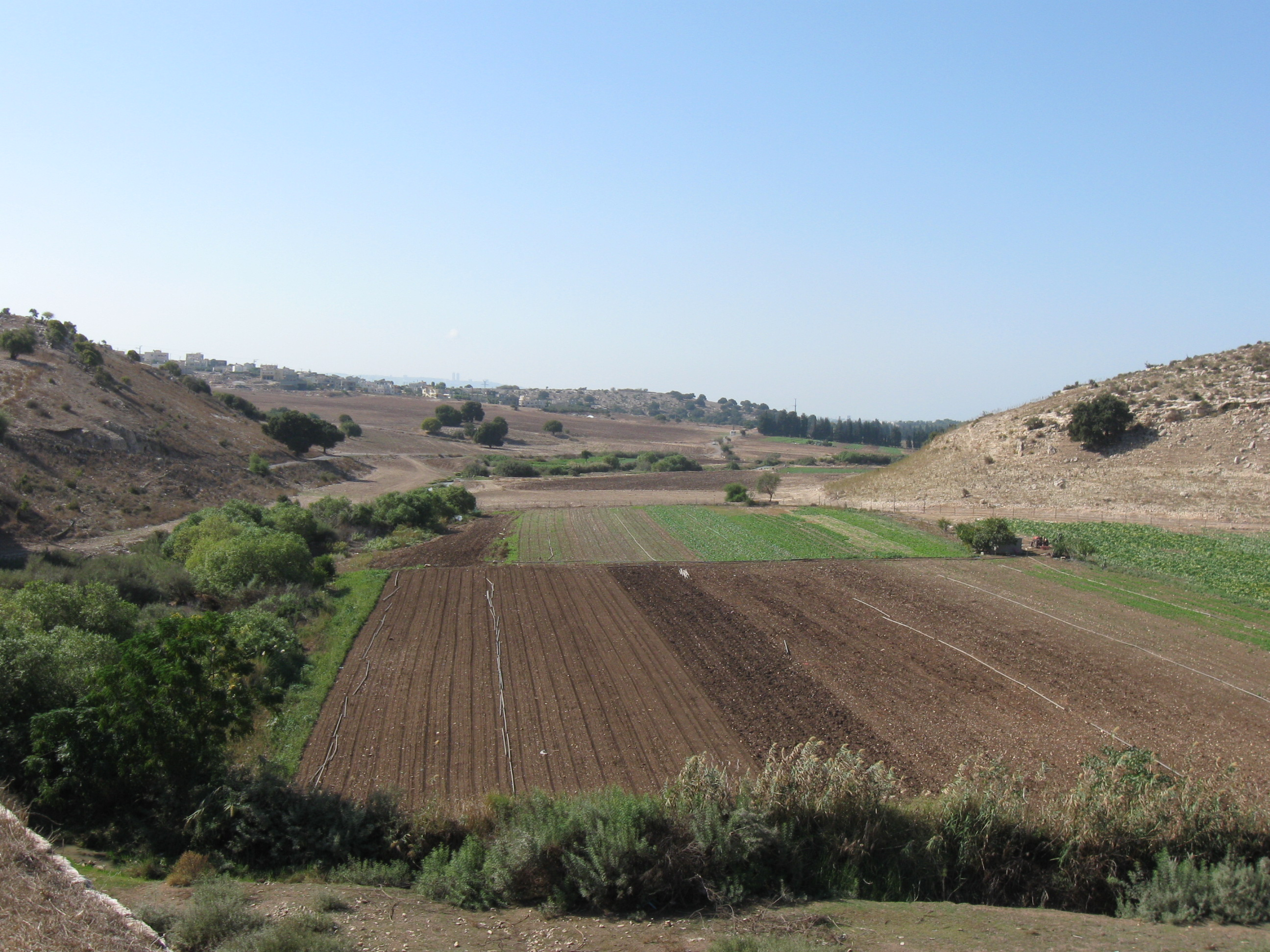
Долина реки

В районе холмов Яар Алоним русло реки изгибается и с трех сторон огибает невысокий холм, на котором стоит деревня Рас Али. В этом месте на южном берегу ручья стоят две водяные мельницы, расположенные одна над другой. Оба сооружения были возведены в период Османского владычества над Землей Израиля. Однако в основании здания нижней мельницы были обнаружены останки более древнего сооружения, относящегося к эпохе Крестовых походов.
Верхняя мельница использовалась по назначению вплоть до 20-х годов XX века, a нижняя до 1946 года.

## Монашеские мельницы
Эти водяные мельницы находятся в двух километрах западнее родника Ябка. Здание построено в период Османского владычества и получило свое название от монахов Кармелитов, которые купили её у друзской семьи Аш-Шуфани из Шфарама в середине XIX столетия.
По причине возникновения конкуренции со стороны более эффективных механизированных мельниц в окрестных городах, мельница была заброшена в 20-х годах XX века.
Здание и прилегающие территории по сей день принадлежат ордену Кармелитов, который сдаёт его юридическим лицам разного рода.
Арендаторы превращали здание как в гостиницу, так и в другие учреждения. Открытый доступ к зданию разрешается или запрещается в зависимости от настоящего арендатора.
В 2014 году здание было подожжено вандалами.
Рядом с мельницей через ручей Ципори переброшен каменный мост с двумя арками.
Возле мельницы проходит «Национальный Израильский тракт».